# IIFA Award/Bester Ton
Die Gewinner des IIFA Best Sound Recording Award waren:
| Jahr | Gewinner                                          | Film                     | Deutscher Titel                         |
| ---- | ------------------------------------------------- | ------------------------ | --------------------------------------- |
| 2000 | Jeetendra Chaudhary                               | Hum Dil De Chuke Sanam   | Ich gab Dir mein Herz, Geliebter        |
| 2001 | Sona Chaudhary                                    | Jungle                   | Jungle                                  |
| 2002 | Anil Mathur, Nakul Kamte                          | Kabhi Khushi Kabhie Gham | In guten wie in schweren Tagen          |
| 2002 | H. Shridhar                                       | Lagann                   | Lagaan – Es war einmal in Indien        |
| 2003 | Jeetendra Chaudhary, Vikram Motwane, Kunal Sharma | Devdas                   | Devdas – Flamme unserer Liebe           |
| 2004 | Jeetendra Chaudhary                               | Koi Mil Gaya             | Sternenkind – Koi Mil Gaya              |
| 2005 | Rakesh Ranjan                                     | Aitraaz                  | —                                       |
| 2006 | Anup Dev                                          | Black                    | Black                                   |
| 2007 | Nakul Kamte                                       | Rang De Basanti          | Rang De Basanti – Die Farbe Safran      |
| 2008 | Manas Choudhary, Ali Merchant                     | Chak De! India           | Chak De! India – Ein unschlagbares Team |
| 2009 | Resul Pookutty, Amrit Pritam Dutta                | Ghajini                  | —                                       |
| 2010 | Bishwadeep Chatterjee, Nihal Ranjan Samel         | 3 Idiots                 | 3 Idiots                                |
| 2011 | Pritam Das                                        | Love, Sex Aur Dhokha     | —                                       |
| 2012 | Resul Pookutty, Amrit Pritam Dutta                | Ra.One                   | RA.One – Superheld mit Herz             |
| 2013 | Shajith Koyeri                                    | Barfi!                   | Barfi – Liebe braucht keine Worte       |
| 2014 | Nakul Kamte                                       | Bhaag Milkha Bhaag       | —                                       |